# تپه شیدان
تپه شیدان مربوط به دوران پیش از تاریخ ایران باستان است و در شهرستان سلماس، روستای شیدان واقع شده و این اثر در تاریخ ۲۵ اسفند ۱۳۸۰ با شمارهٔ ثبت ۵۰۷۹ به‌عنوان یکی از آثار ملی ایران به ثبت رسیده است.